# La evidencia del estado
State's Evidence es una película independiente estrenada en 2006 protagonizada por Douglas Smith, Alexa Vega, Majandra Delfino, Kris Lemche, Cody McMains y Drew Tyler Bell.

## Argumento
Scott declara su intención de suicidarse, despedirse de sus amigos y familiares y dispararle con su cámara. En el colegio se lo cuenta a sus cinco mejores amigos (Brian, Rick, Patrick, Trudi, Sandy), quienes intentan tranquilizarlo. Pero luego deciden suicidarse también y comprar cámaras para todos, con el objetivo de subir el vídeo completo a un sitio web. Patrick filmó ocasionalmente a un matón local, Tyrone Johnson, con su novia y fue golpeado por él por eso. Patrick inicia un plan para matar a los estudiantes que lo irritan antes de suicidarse. Filma un video donde hace una lista de los estudiantes que matará, que es encontrada por uno de los niños y mostrada a los demás. Sandy y Trudi le gritan, a lo que Trudi dice que se está volviendo loco, pero Patrick dice. que era solo una broma.
Sandy (Alexa Vega) y Scott poco a poco se enamoran, mientras que Trudi y Brian se vuelven amigos cercanos. Antes del suicidio conjunto, Patrick crea una cinta donde viola y mata a una niña inocente en un supermercado. Scott encuentra su cinta y se la muestra a los demás a pesar de que Patrick ruega que se la devuelva. Sandy lo llama asesino. Los chicos deciden no contarle a nadie sobre ese caso excepto guardarlo en una cámara, a la que llaman "Evidencia del Estado".
Todos quedan en reunirse en la escuela a la vez en el mismo lugar y se van a dormir. Sin embargo, Patrick y Rick se levantan más temprano y van a la escuela. En el pasillo, Patrick carga su arma y le dice a Rick que lo siga y filme todo lo que hace. Cuando Patrick dobla la esquina, comienza a disparar a los estudiantes. Luego busca a Tyrone y sus amigos. Otros amigos llegan a un pasillo y ven a compañeros muertos y heridos. Scott se apresura a detener a Patrick. Encuentra a Patrick amenazando y abusando de Tyrone, que llora de rodillas, y a Rick todavía filmando todo. Scott le ofrece a Patrick dejar ir a Tyrone y "llevarlo a él", pero Patrick hiere a Scott y luego mata a Tyrone de un solo disparo. Rick tira la cámara y sale corriendo.
Patrick toma la cámara y lleva al Scott herido a una sala de ciencias donde dice ante la cámara que no fue un asesinato al azar y que tenía como objetivo atraer la atención del pueblo estadounidense. Espera que su acto detenga los suicidios de adolescentes y el acoso escolar y se pega un tiro en la cabeza. Llega la policía, encuentra a ambos niños muertos y apaga la cámara.
La película termina con la madre de Scott llorando cerca del televisor.